# Torningsjön
Torningsjön är en sjö i Sollefteå kommun i Ångermanland och ingår i Ångermanälvens huvudavrinningsområde. Sjön har en area på 0,855 kvadratkilometer och ligger 184 meter över havet. Sjön avvattnas av vattendraget Mångmanån.

## Delavrinningsområde
Torningsjön ingår i det delavrinningsområde (703139-156161) som SMHI kallar för Utloppet av Torningsjön. Medelhöjden är 216 meter över havet och ytan är 5,48 kvadratkilometer. Räknas de 19 avrinningsområdena uppströms in blir den ackumulerade arean 91,53 kvadratkilometer. Mångmanån som avvattnar avrinningsområdet har biflödesordning 2, vilket innebär att vattnet flödar genom totalt 2 vattendrag innan det når havet efter 71 kilometer. Avrinningsområdet består mestadels av skog (81 procent). Avrinningsområdet har 0,86 kvadratkilometer vattenytor vilket ger det en sjöprocent på 15,6 procent.